# Puru
Puru is een plaats in de Estlandse gemeente Jõhvi, provincie Ida-Virumaa. De plaats heeft de status van dorp (Estisch: küla).

## Bevolking
Het dorp had 71 inwoners op 31 december 2011 en 59 inwoners op 31 december 2021.

## Ligging
Het dorp grenst aan het stadsdeel Ahtme van de stad Kohtla-Järve. De Põhimaantee 3, de hoofdweg van Jõhvi via Tartu en Valga naar de grens met Letland, komt door Puru.
Op het grondgebied van het dorp ligt het vliegveld Jõhvi lennuväli.